# Brycinus leuciscus
Brycinus leuciscus е вид лъчеперка от семейство Alestidae. Видът не е застрашен от изчезване.

## Разпространение
Разпространен е в Буркина Фасо, Гамбия, Гана, Гвинея, Гвинея-Бисау, Камерун, Мали, Нигер, Нигерия, Сенегал и Того.

## Описание
На дължина достигат до 12 cm, а теглото им е максимум 10 g.